# Anisogomphus occipitalis
Anisogomphus occipitalis är en trollsländeart som först beskrevs av Selys 1854.  Anisogomphus occipitalis ingår i släktet Anisogomphus och familjen flodtrollsländor. IUCN kategoriserar arten globalt som livskraftig. Inga underarter finns listade i Catalogue of Life.